# Giordano Dell'Amore

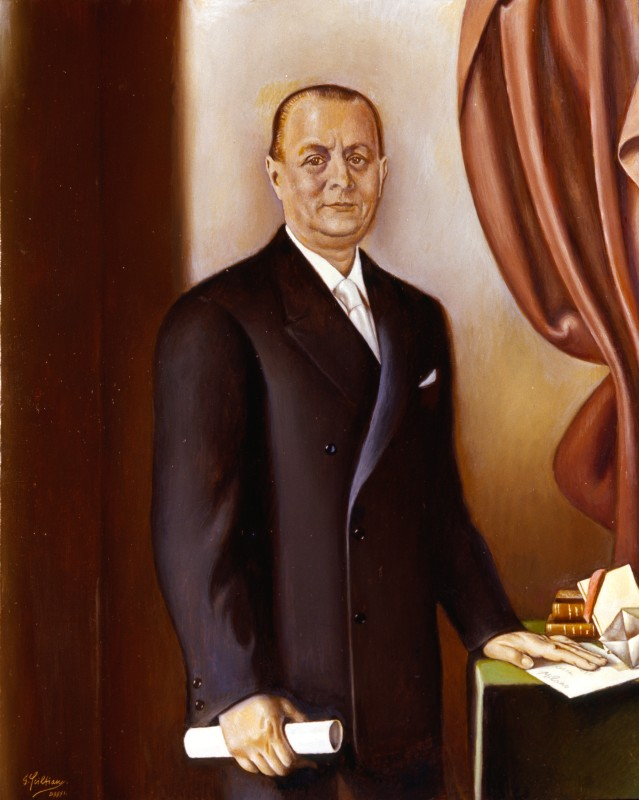
Giordano Dell'Amore ritratto da Gregorio Sciltian nel 1981

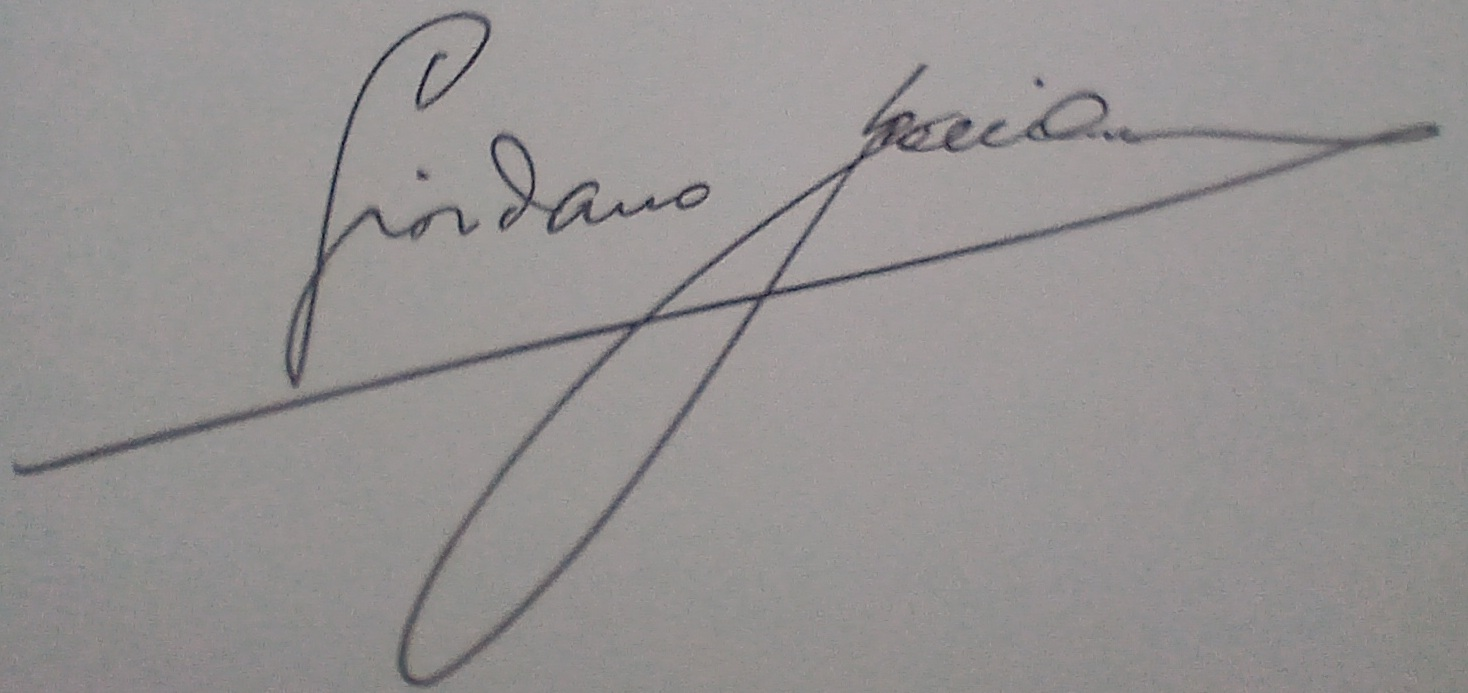
Firma

Giordano Dell'Amore (Il Cairo, 30 novembre 1902 – Milano, 6 gennaio 1981) è stato un economista, banchiere e politico italiano, rettore dell'Università commerciale Luigi Bocconi.

## Biografia
Fu presidente della Cassa di Risparmio delle Provincie Lombarde, esercitando una grande influenza nel mondo accademico, bancario, politico italiano. Nei 26 anni di presidenza della CARIPLO, Dell'Amore oltre a trasformare l'istituto in una banca moderna di grandi dimensioni raddoppiando il numero di sportelli, è stato il promotore di una serie di iniziative a vantaggio dell'economia nazionale e in particolare della regione lombarda. Si ricordano al riguardo il Mediocredito Regionale Lombardo, il Leasing Regionale Lombardo, la Fondazione Opere Sociali. Animato da una forte carica di passione ruralista nell’approccio al problema dello sviluppo agricolo,  una volta nominato presidente della Cariplo, si era adoperato per convincerne gli amministratori che alla presa di coscienza circa i problemi che affigevano l'economia agricola doveva seguire una presa di conoscenza delle sue condizioni reali. In tale prospettiva, promosse la Conferenza nazionale per l'agricoltura (1961) e il potenziamento della Sezione di Credito Agrario della Cassa anche tramite la creazione di enti collaterali che fornivano servizi concreti per lo sviluppo agricolo in una prospettiva di integrazione della catena del valore: Ente nazionale sementi elette con il Laboratorio di analisi delle sementi di Tavazzano (1954),  Ente lombardo per il potenziamento zootecnico con il Centro tori per la fecondazione artificiale di Zorlesco (1957),  Centro per l’incremento dell’ortofloricultura con la Scuola tecnica e il Centro di ricerca di Minoprio (1962) e il moderno complesso dotato di celle frigorifero del Mercato ortofrutticolo ubicato alla periferia est di Milano (1965)..
Scrisse un numero considerevole di volumi e di articoli, quasi tutti in materia bancaria.
Nel 1954 fu Ministro del Commercio con l'Estero del Governo Fanfani I.
Eletto senatore per la Democrazia Cristiana nel 1963, ebbe contestata la nomina in sede di Giunta delle elezioni per incompatibilità con il mandato parlamentare della carica di presidente della Cassa di risparmio delle provincie lombarde e pertanto si dimise da senatore.
Molto apprezzato anche a livello internazionale, fu per alcuni anni Presidente del World Savings Banks Institute, organismo associativo (in precedenza denominato ISBI International Savings Banks Institute avente sede nell'anteguerra a Milano e successivamente ad Amsterdam, Ginevra e Bruxelles) cui fanno capo tutte le casse di risparmio del mondo. In occasione del X Congresso Mondiale delle Casse di Risparmio, tenutosi a Londra nel 1972, ebbe un incontro con il premier britannico Edward Heath. Nella veste di presidente dell'ISBI si adoperò per far sorgere casse di risparmio nei paesi in via di sviluppo e nel 1971 organizzò a Milano una conferenza sulla mobilitazione del risparmio nei paesi africani alla quale parteciparono esponenti del mondo finanziario ed economico di 39 paesi africani, fra i quali 15 ministri, 5 governatori di banche centrali, dirigenti di casse di risparmio di tutto il mondo, rappresentanti delle principali organizzazioni internationali. In tale occasione annunciò la prossima creazione di un Centro per l'assistenza finanziaria ai paesi africani da parte della Cassa di Risparmio delle Provincie Lombarde, che alla sua nascita sarà chiamato Finafrica. Nel quadro dell'azione promozionale delle casse di risparmio in Africa, il caso particolare dell'Etiopia era stato il tema principale di un  colloquio che Dell'Amore aveva avuto a Milano nel 1970 con l'imperatore Hailé Selassié, al quale avevano preso parte anche il Ministro delle Finanze etiopico Mammo Tadesse e Arnaldo Mauri, Consigliere di amministrazione della Savings and Mortgage Corporation of Ethiopia. Nel 1973 Dell'Amore ad Algeri dopo essere stato ricevuto dal presidente dell'Algeria Houari Boumedienne, ebbe un incontro con il Ministro delle Finanze Maruh e con esponenti di rilievo del mondo bancario locale per discutere possibili forme di assistenza da parte delle casse di risparmio italiane a favore di istituti algerini dediti alla mobilitazione del risparmio delle famiglie.
Giordano Dell'Amore è scomparso nel 1981 all'età di 78 anni.. Ad officiare le esequie fu il cardinale Giovanni Colombo.
La fondazione Cariplo ha dedicato a Giordano Dell'Amore una fondazione che ha offerto la possibilità di usufruire di borse di studio a oltre 3.000 studenti di paesi in via di sviluppo dapprima dell'Africa e poi di altri continenti e infine anche dalla Cina e dai paesi dell'Europa orientale, per seguire corsi di carattere economico e bancario presso il collegio Finafrica di Milano. Dell'Amore, prima di istituire il Finafrica aveva creato presso l'Università Bocconi, nel 1955, con la collaborazione di Antonio Bardoscia, Guglielmo Tagliacarne, Giorgio Sacco e Dino Villani e una Scuola di perfezionamento in economia aziendale per la formazione di quadri direttivi di azienda che successivamente si sarebbe trasformata nella SDA Bocconi School of Management.
L'Università commerciale Luigi Bocconi gli ha dedicato l'Istituto di Economia dei Mercati e degli Intermediari Finanziari Giordano Dell'Amore, dalla collaborazione tra Fondazione Cariplo e Università Bocconi è sorto l'osservatorio sui rapporti tra Diritto ed Economia Giordano dell'Amore.
Recentemente la Fondazione Giordano Dell'Amore, in collegamento con il Cipsi e l'Università di Bergamo ha istituito corsi di dottorato per studenti di paesi emergenti.
Il Comune di Milano gli ha dedicato una piazzetta nel centro di Milano.
Fra i suoi allievi si ricordano: Alberto Arienti, Tancredi Bianchi, Arnaldo Mauri, Roberto Ruozi, Antonio Pin, Paolo Mottura, Antonio Porteri, Alberto Bertoni, Marco Onado, Francesco Arcucci, Claudio Dematté, Sergio Bortolani, Bruno Rossignoli, Matteo Mattei Gentili, Maurizio Baravelli.

## Principali pubblicazioni
- L'articolazione territoriale delle aziende di credito Bancaria (1967, fasc. 4, p. 107)
- Aspetti della situazione congiunturale Rivista dei dottori commercialisti (1964, fasc. 2, p. 97)
- Gli aspetti monetari e finanziari della politica delle esportazioni Il risparmio (1961, fasc. 5, p. 822)
- Attualità del risparmio e insegnamenti della storia della Cassa di Risparmio delle Provincie Lombarde Bancaria (1973, fasc. 11, p. 1329)
- Gli avvenimenti monetari del biennio 1968-1969 Il risparmio (1970, fasc. 8, p. 1383)
- La banca centrale comunitaria Il risparmio (1971, fasc. 3, p. 355)
- La Banca internazionale delle Casse di Risparmio europee Il risparmio (1969, fasc. 1, p. 1)
- Le basi monetarie e finanziarie dello sviluppo dell'agricoltura Il risparmio (1967, fasc. 7, p. 1171)
- Il capitale proprio delle aziende di credito Rivista dei dottori commercialisti (1968, fasc. 4, p. 571)
- Le caratteristiche dinamiche dei sistemi bancari Il risparmio (1969, fasc. 2, p. 135)
- Le caratteristiche economiche delle imprese minori Il risparmio (1969, fasc. 11, p. 1881)
- La Carta dell'ortoflorofrutticoltura Il risparmio (1968, fasc. 3, p. 373)
- Le Casse di risparmio mondiali nel 1972 Il risparmio (1973, fasc. 5, p. 743)
- Le casse di risparmio nell'evoluzione del sistema bancario italiano Il risparmio (1972, fasc. 10, p. 1597)
- Commemorazione di Stefano Siglienti al Consiglio dell'Associazione Bancaria Italiana Bancaria (1972, fasc. 6, p. 697)
- I compiti delle Casse di Risparmio nella presente congiuntura internazionale Il risparmio (1970, fasc. 5, p. 775)
- Condizioni e modi di sviluppo dell'azionariato popolare Rivista internazionale di scienze economiche e commerciali (1962, fasc. 3, p. 217)
- Consumi e risparmi nel processo di sviluppo economico Il risparmio (1964, fasc. 11, p. 1828)
- Il contributo del risparmio familiare al riscatto del Mezzogiorno Bancaria (1969, fasc. 10, p. 1206)
- Il contributo del sistema bancario alla lotta contro l'inflazione Il risparmio (1960, fasc. 5, p. 673)
- Il contributo del sistema bancario alla politica del risparmio Bancaria (1967, fasc. 10, p. 1198)
- La cooperazione con i Paesi emergenti Il risparmio (1977, fasc. 6, p. 694)
- Credito a medio termine e credito mobiliare nei moderni sistemi bancari Rivista dei dottori commercialisti (1969, fasc. 4, p. 831)
- Il credito agrario a una svolta Il risparmio (1961, fasc. 6, p. 1045)
- Il credito agrario ai piccoli produttori dei Paesi emergenti Il risparmio (1975, fasc. 10, p. 1473)
- Il credito agrario nei Paesi africani Il risparmio (1973, fasc. 9, p. 1447)
- Il credito al consumo Il risparmio (1964, fasc. 10, p. 1625)
- Il credito: chiave dello sviluppo rurale Il risparmio (1975, fasc. 9, p. 1331)
- Il credito: la chiave dello sviluppo rurale Studi economici e sociali (1975, fasc. 12, p. 183)
- La difesa della stabilità monetaria dopo la caduta del sistema aureo Bancaria (1961, fasc. 11, p. 1187)
- Le dimensioni delle aziende di credito Il risparmio (1967, fasc. 5, p. 761)
- La disciplina dei tassi passivi bancari Il risparmio (1970, fasc. 10, p. 1813)
- L'economia italiana nel 1973 Il risparmio (1974, fasc. 3, p. 373)
- L'efficienza del sistema bancario in rapporto alla stabilità monetaria Il risparmio (1963, fasc. 3, p. 367)
- L'evoluzione degli indirizzi di politica agraria Il risparmio (1973, fasc. 8, p. 1281)
- Evoluzione funzionale e organizzativa delle Casse di risparmio italiane nel 1975 Il risparmio (1976, fasc. 3, p. 295)
- L'evoluzione funzionale e strutturale delle banche di deposito Il risparmio (1975, fasc. 1, p
- Les conditions essentielles de la propénsion des ménages a l'épargne (pp. 1–46), in A. Mauri (a cura), La mobilisation de l'épargne des ménages, Milano, 1978.
- Le fluttuazioni dei mezzi amministrati in rapporto alla politica della liquidità Il risparmio (1969, fasc. 7, p. 1081)
- Le fonti del risparmio familiare Bancaria (1962, fasc. 7, p. 759)
- Le fonti del risparmio familiare Il risparmio (1962, fasc. 8, p. 1381)
- La formazione del risparmio in rapporto alla politica tributaria Il risparmio (1962, fasc. 10, p. 1735)
- Le funzioni delle banche centrali Il risparmio (1968, fasc. 5, p. 753)
- Le funzioni diagnostiche del mercato del credito Il risparmio (1960, fasc. 2, p. 173)
- Le funzioni morali del risparmio familiare Il risparmio (1964, fasc. 10, p. 1621)
- La gestione della Cassa di Risparmio delle Provincie Lombarde dal 1923 al 1972 Il risparmio (1974, fasc. 1, p. 1)
- Le insidie monetarie dell'evoluzione strutturale demografica Il risparmio (1963, fasc. 11, p. 1815)
- Interventi al X Congresso internazionale delle Casse di Risparmio Il risparmio (1972, fasc. 4, p. 507)
- Intervento al 10. convegno Rivista di politica economica (1961, fasc. 12, p. 1220)
- I mercati monetari nel processo evolutivo dell'economia creditizia Il risparmio (1970, fasc. 1, p. 7)
- Una moneta per l'Europa Il risparmio (1977, fasc. 6, p. 691)
- Nuovi indirizzi di politica monetaria Il risparmio (1974, fasc. 5, p. 685)
- Nuovi orientamenti nello studio del mercato del credito Il risparmio (1960, fasc. 4, p. 498)
- La politica del risparmio nell'ordinamento regionale Il risparmio (1970, fasc. 11, p. 1995)
- La politica del risparmio nella Comunità Economica Europea (ristampa) Il risparmio (1981, fasc. 1, p. 37)
- La politica di indebitamento delle imprese Rivista dei dottori commercialisti (1960, fasc. 1, p. 1)
- Politica educativa e sviluppo economico Il risparmio (1964, fasc. 4, p. 535)
- Prestiti alla produzione e prestiti al consumo nella gestione bancaria Rivista dei dottori commercialisti (1965, fasc. 4, p. 389)
- I rapporti fra il risparmio nazionale e i depositi bancari Bancaria (1972, fasc. 10, p. 1228)
- I rapporti fra il risparmio nazionale e i depositi bancari Il risparmio (1972, fasc. 11, p. 1847)
- La riforma del sistema bancario in rapporto alle esigenze dell'agricoltura nazionale Rivista di economia agraria (1973, fasc. 1, p. 7)
- Il risparmio in una economia dinamica (ristampa) Il risparmio (1981, fasc. 1, p. 57)
- La rivincita del risparmio Il risparmio (1964, fasc. 11, p. 1825)
- Il tasso di risparmio familiare in rapporto alla distribuzione del reddito nazionale Il risparmio (1963, fasc. 6, p. 921)
- La terapia monetaria nell'economia contemporanea Il risparmio (1964, fasc. 3, p. 363)
- I vincoli pubblici nella politica dei prestiti bancari Il risparmio (1976, fasc. 1, p. 1)